# Attila Abonyi
Attila Abonyi (16. srpna 1946 Budapešť – 6. července 2023, Nový Jižní Wales) byl australský fotbalista, záložník. Po skončení aktivní kariéry působil jako trenér.

## Fotbalová kariéra
Byl členem australské reprezentace na Mistrovství světa ve fotbale 1974, nastoupil ve 2 utkáních. Za reprezentaci Austrálie nastoupil v letech 1967–1977 v 61 utkáních a dal 25 gólů. Na klubové úrovni hrál v Austrálii za Melbourne Hungaria SC, St George FC, Sydney United FC a Paramatta FC.